# 28 مارس
- السبت
- الأحد
- الاثنين
- الثلاثاء
- الأربعاء
- الخميس
- الجمعة

- 11 رمضان 1446  هـ
- 22 رمضان 1446  هـ
- 33 رمضان 1446  هـ
- 44 رمضان 1446  هـ
- 55 رمضان 1446  هـ
- 66 رمضان 1446  هـ
- 77 رمضان 1446  هـ
- 88 رمضان 1446  هـ
- 99 رمضان 1446  هـ
- 1010 رمضان 1446  هـ
- 1111 رمضان 1446  هـ
- 1212 رمضان 1446  هـ
- 1313 رمضان 1446  هـ
- 1414 رمضان 1446  هـ
- 1515 رمضان 1446  هـ
- 1616 رمضان 1446  هـ
- 1717 رمضان 1446  هـ
- 1818 رمضان 1446  هـ
- 1919 رمضان 1446  هـ
- 2020 رمضان 1446  هـ
- 2121 رمضان 1446  هـ
- 2222 رمضان 1446  هـ
- 2323 رمضان 1446  هـ
- 2424 رمضان 1446  هـ
- 2525 رمضان 1446  هـ
- 2626 رمضان 1446  هـ
- 2727 رمضان 1446  هـ
- 2828 رمضان 1446  هـ
- 2929 رمضان 1446  هـ
- 301 شوال 1446  هـ
- 312 شوال 1446  هـ
- 13 شوال 1446  هـ
- 24 شوال 1446  هـ
- 35 شوال 1446  هـ
- 46 شوال 1446  هـ

28 مارس أو 28 آذار أو يوم 28 \ 3 (اليوم الثامن والعشرون من الشهر الثالث) هو اليوم السابع والثمانون (87) من السنة البسيطة، أو اليوم الثامن والثمانون (88) من السنوات الكبيسة وفقًا للتقويم الميلادي الغربي (الغريغوري). يبقى بعده 278 يوما لانتهاء السنة.

## أحداث
- 1939 - استسلام العاصمة الأسبانية مدريد لجيش المتمردين بقيادة الجنرال فرانثيسكو فرانكو.
- 1941 - الحكم على المناضل الجزائري مصالي الحاج بالسجن 16 عامًا وبالنفي 20 عامًا بعد السجن من قبل محكمة عسكرية فرنسية.
- 1953 - ليبيا تنضم لجامعة الدول العربية.
- 1962 - انقلاب عسكري في سوريا بقيادة عبد الكريم النحلاوي ضد حكومة معروف الدواليبي.
- 1970 - طرد القوات البريطانية وإجلاء قواعدها في ليبيا وذلك لأول مرة منذ دخولها البلاد بعد الحرب العالمية الثانية.
- 1984 - منتخب العراق لكرة القدم يفوز بكأس بطولة الخليج لكرة القدم المقامة في عُمان.
- 1998 - البرلمان السوداني يقر الدستور.
- 2005 - إصابة سبعة مقدسيين بعد الاعتداء عليهم بالضرب من قبل مستوطنين تدفقوا على البلدة القديمة في القدس بذريعة احتفالهم بعيد المساخر لدى اليهود.
- 2006 -
  - إجراء انتخابات الكنيست السابع عشر، والشرطة الإسرائيلية في القدس تغلق المسجد الأقصى وتمنع المصلين المسلمين من أداء صلواتهم فيه بحجة الخوف من التوتر الذي يمكن أن ينجم بين المسلمين واليهود في هذا اليوم.
  - اعتبار المتنصر الأفغاني عبد الرحمن مختل عقليًا وذلك لكي لا يمثل أمام المحكمة وتم إطلاق سراحه، وفي 29 مارس غادر بلاده لاجئًا إلى إيطاليا.
- 2007 - اكتشاف كوكب 4 الدب الأكبر ب.
- 2009 - اغتيال القائد الشيشاني سليم ياماداييف في إمارة دبي.
- 2014 - تعيين رئيس وزراء النرويج السابق ينس ستولتنبرغ أمينًا عامًّا لحلف شمال الأطلسي (الناتو)
- 2015 -
  - جيش الفتح الذي يضم تسعة فصائل يسيطر على مدينة إدلب بعد 4 أيام من المعارك مع الجيش السوري.
  - بدء أعمال القمة العربية في شرم الشيخ بمصر وسط أزمات سياسية وعسكرية تشهدها المنطقة العربية.
- 2017 - أمازون الأمريكية تستحوذ على شركة سوق.كوم الإماراتية إحدى أكبر منصات البيع عبر الإنترنت في الوطن العربي.
- 2024 - زلزالٌ عنيف بلغت قوته 7.7 درجات يضرب منطقة ساجينغ في ميانمار ما أدى لمقتل أكثر من ألفي شخص وإصابة مئات آخرين.

## مواليد
- 623 - مروان بن الحكم، الخليفة الأموي الرابع في دمشق، ومؤسس الدولة الأموية الثانية.
- 1592 - جون آموس كومينيوس، أسقف تشيكي.
- 1862 - أريستيد بريان، رئيس وزراء فرنسا حاصل على جائزة نوبل للسلام عام 1926.
- 1868 - مكسيم غوركي، أديب روسي.
- 1872 - خوسي سانخورخو، عسكري إسباني.
- 1892 - كورناي هايمانس، طبيب بلجيكي حاصل على جائزة نوبل في الطب عام 1938.
- 1897 - سيب هيربرجر، لاعب ومدرب كرة قدم ألماني.
- 1907 - سعاد أحمد، ممثلة مصرية.
- 1930 - جيروم فريدمان، عالم فيزياء أمريكي حاصل على جائزة نوبل في الفيزياء عام 1990.
- 1936 - ماريو بارغاس يوسا، روائي بيروفي حاصل على جائزة نوبل في الأدب عام 2010.
- 1940 - قمر مرتضى، ممثلة سورية.
- 1942 - نيل كينوك، سياسي بريطاني.
- 1946 - أليخاندرو توليدو، رئيس بيرو.
- 1953 - أحمد فتفت، طبيب وسياسي لبناني.
- 1955 - خيرية المنصور، مخرجة عراقية.
- 1969 -
  - رودني أتكينس، مغني أمريكي.
  - شيرين وجدي، مغنية مصرية.
- 1970 - فينس فون، ممثل أمريكي.
- 1974 - دايسكي كيشيو، ممثل أداء صوتي ياباني.
- 1975 - إيفان هيليغيرا، لاعب كرة قدم إسباني.
- 1981 - جوليا ستايلس، ممثلة أمريكية.
- 1984 - كريستوفر سامبا، لاعب كرة قدم كونغولي.
- 1985 - ستانيسلاس فافرينكا، لاعب كرة مضرب سويسري.
- 1986 - ليدي غاغا، مغنية أمريكية.
- 1989 - عمر السومة، لاعب كرة قدم سوري.
- 1994 - جاكسون وانغ، مغني صيني.

## وفيات
- 1881 - موديست موسورسكي، موسيقي روسي.
- 1938 - جمال الدين تشاوشيفيتش، إمام بوسني.
- 1941 - فرجينيا وولف، روائية إنجليزية.
- 1943 - سيرجي رخمانينوف، موسيقي روسي.
- 1969 -
  - دوايت أيزنهاور، رئيس الولايات المتحدة الرابع والثلاثون.
  - عبد الحسين سبانتا، أديب وفنان إيراني.
- 1975 - إدمون صبري، قاص وكاتب مسرحي عراقي.
- 1976 - علي أمين، صحافي مصري ومؤسس جريدة أخبار اليوم.
- 1978 - وديع حداد، قيادي في الجبهة الشعبية لتحرير فلسطين.
- 1982 - ويليام جيوك، عالم كيمياء أمريكي حاصل على جائزة نوبل في الكيمياء عام 1949.
- 1996 - فؤاد راتب، ممثل مصري عرف باسم الخواجة بيجو.
- 2009 - سليم ياماداييف، قائد عسكري شيشاني.
- 2017 - أحمد كاثرادا، سياسي ومناضل جنوب أفريقي.
- 2020 - تيريز هلسة، فدائية فلسطينية.
- 2022
  - عهدي صادق، ممثل مصري.
  - أنطونيوس نجيب، بطريرك الإسكندرية للأقباط الكاثوليك.

## أعياد ومناسبات
- يوم المعلم في التشيك وسلوفاكيا.

## وصلات خارجية
- النيويورك تايمز: حدث في مثل هذا اليوم.
- BBC: حدث في مثل هذا اليوم.